# Flowerdale House

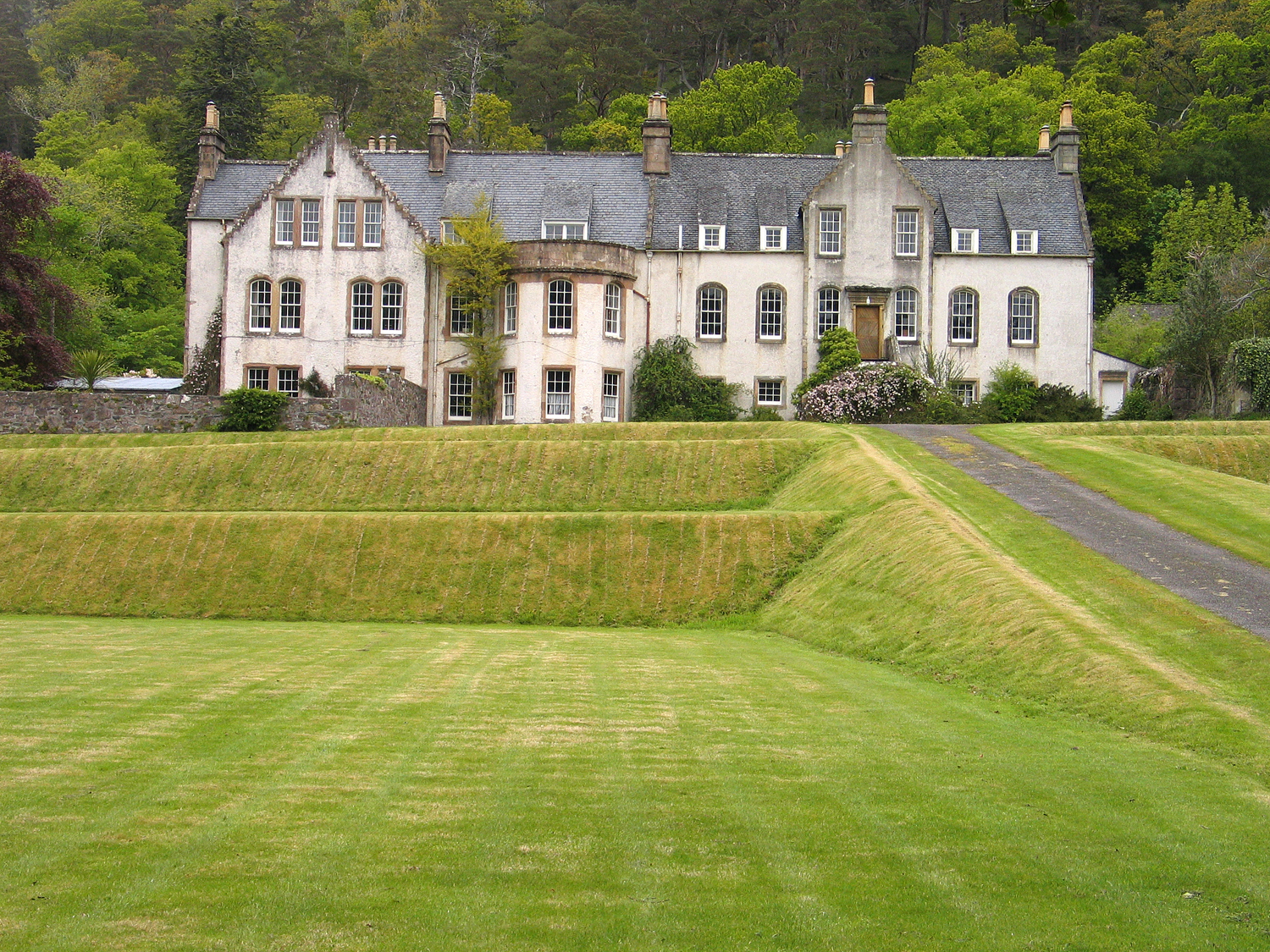
Flowerdale House

Flowerdale House ist ein Herrenhaus nahe der Ortschaft Gairloch in der schottischen Council Area Highland. 1971 wurde das Bauwerk in die schottischen Denkmallisten in der höchsten Denkmalkategorie A aufgenommen.

## Geschichte
Das Anwesen zählt zu den Besitztümern des Clans MacKenzie. Flowerdale House wurde im Jahre 1738 errichtet. Die Jahresangabe ist an den Fußsteinen des Ostgiebels vermerkt. Die zugehörigen Monogramme der Erbauerfamilie aus der Linie der MacKenzies of Gairloch, „AM“ und „IM“, finden sich am Nordgiebel. Im Jahre 1904 wurde das Architekturbüro Maitland & Sons mit der Modernisierung von Flowerdale House betraut. Auch ein kleiner Anbau an der Westseite stammt aus dieser Phase. Dieser Anbau wurde zwischenzeitlich durch Verschluss der inneren Zugänge isoliert und ist heute unter dem Namen „Westerdale“ eigenständig.

## Beschreibung
Flowerdale House steht isoliert rund 500 Meter nordöstlich des Weilers Charlestown oberhalb der Meeresbucht Loch Gairloch. Das Herrenhaus besteht aus zwei länglichen Gebäudeteilen, die längsseitig miteinander verbunden sind. Beide schließen mit schiefergedeckten Satteldächern mit Schleppdachgauben, Zwerchgiebeln und giebel- beziehungsweise firstständigen Kaminen. Seine Fassaden sind mit Harl verputzt, wobei kontrastierende Natursteineinfassungen abgesetzt sind. Das Eingangsportal am Piano nobile des zweigeschossigen Gebäudes ist über eine Vortreppe zugänglich. Ungleich der länglichen Fenster an den übrigen Gebäudeteilen, sind sie im Obergeschoss rundbogig ausgeführt. Es handelt sich um 18- beziehungsweise 12-teilige Sprossenfenster, während im Erdgeschoss kleinere, neunteilige Sprossenfenster eingesetzt sind. Links ist an der südexponierten Hauptfassade eine gerundete Auslucht über die gesamte Fassadenhöhe geführt.